# Laonik Halkokondil
Laonik Halkokondil, grški zgodovinar, * 1423, Atene, † 1490.
Najbolj je znan po svojem preučevanju vojaške in politične zgodovine v sporih med Osmanskim cesarstvom in Vlaško ter Osmanskim in Bizantinskim cesarstvom.